# 유로비전 송 콘테스트: 파이어 사가 스토리
《유로비전 송 콘테스트: 파이어 사가 스토리》(영어: Eurovision Song Contest: The Story of Fire Saga)는 2020년 공개된 미국의 코미디 영화이다. 데이빗 돕킨이 감독을 맡았으며, 유로비전 송 콘테스트를 소재로 다룬 작품이다.
원래는 2020년 5월에 유로비전 송 콘테스트 2020 대회 일정에 맞추어 넷플릭스를 통해 전 세계에 공개될 예정이었으나, 유로비전 송 콘테스트 2020 대회가 코로나19 범유행의 여파로 인해 취소되면서 영화 공개 또한 연기되었다. 2020년 6월 26일 넷플릭스를 통해 공개되었다.

## 캐스팅
- 레이첼 맥아담스 : 시그리트 에릭스도티르 역

## 같이 보기
- 아이슬란드의 유로비전 송 콘테스트 참가